# Шоно (округ)
Округ Шо́но (англ. Shawano County) располагается в штате Висконсин, США. Официально образован в 1853 году. По состоянию на 2020 год, численность населения составляла 40 881 человек.

## География
По данным Бюро переписи США, общая площадь округа равняется 2354,312 км², из которых 2312,872 км² —  суша и 16 км² или 1,8 % — это водоёмы.

## Население
По данным переписи населения 2000 года в округе проживает 40 664 жителей в составе 15 815 домашних хозяйств и 11 149 семей. Плотность населения составляет 18,00 человек на км2. На территории округа насчитывается 18 317 жилых строений, при плотности застройки около 8,00-ми строений на км2. Расовый состав населения: белые — 91,61 %, афроамериканцы — 0,22 %, коренные американцы (индейцы) — 6,26 %, азиаты — 0,33 %, гавайцы — 0,04 %, представители других рас — 0,31 %, представители двух или более рас — 1,22 %. Испаноязычные составляли 1,00 % населения независимо от расы.
В составе 31,50 % из общего числа домашних хозяйств проживают дети в возрасте до 18 лет, 58,30 % домашних хозяйств представляют собой супружеские пары проживающие вместе, 8,00 % домашних хозяйств представляют собой одиноких женщин без супруга, 29,50 % домашних хозяйств не имеют отношения к семьям, 24,90 % домашних хозяйств состоят из одного человека, 12,10 % домашних хозяйств состоят из престарелых (65 лет и старше), проживающих в одиночестве. Средний размер домашнего хозяйства составляет 2,51 человека, и средний размер семьи 3,00 человека.
Возрастной состав округа: 25,70 % моложе 18 лет, 6,90 % от 18 до 24, 27,50 % от 25 до 44, 23,10 % от 45 до 64 и 23,10 % от 65 и старше. Средний возраст жителя округа 38 лет. На каждые 100 женщин приходится 99,80 мужчин. На каждые 100 женщин старше 18 лет приходится 97,60 мужчин.